# X-46 (航空機)
ボーイング X-46
CG合成によって製作された、X-46の実用想像図
- 用途：UCAV
- 設計者：ボーイング・ディフェンス、スペース＆セキュリティ（英語版）
- 製造者：
- 運用者：アメリカ海軍（計画）
- 生産数：0
- 運用状況：キャンセル

X-46はアメリカ海軍が検討していたUCAV(無人戦闘航空機)。ボーイング社が開発担当していたが、2003年に統合無人戦闘航空システム開発計画のために計画は中止された。

## 概要
アメリカ海軍は艦上から運用できるUCAVの技術研究を行うこととし、UCAV-N(Naval Unmanned Combat Air Vehicle)として、ボーイング社とノースロップ・グラマン社に技術試験機の開発を発注した。ボーイング案はX-46として、ノースロップグラマン案はX-47として2000年から開発が開始された。
2003年にアメリカ空軍、国防高等研究計画局と協議し、UCAVの開発計画を統合整理することとなった。ボーイングのX-46案は、詳細は公表されていないものの、同時に空軍向けに開発していた同社X-45Bと似通ってきていた。そこで、統合開発となる統合無人戦闘航空システムにはX-45とX-47の2機種比較によって行うこととし、X-46計画は中止された。実機は製造されていない。

## 仕様（X-46 UCAV-N)

### データ：設計値[1]
- 乗員： 無人
- 全長： 34フィート (10 m)
- 翼幅： 44フィート (13 m)
- 全高： 7フィート (2.1 m)
- 弾薬搭載量：4,000ポンド (1,800 kg)
- 航続距離：650マイル (1,050 km)
- 航続時間：最大12時間